# Pålsundsbatteriet

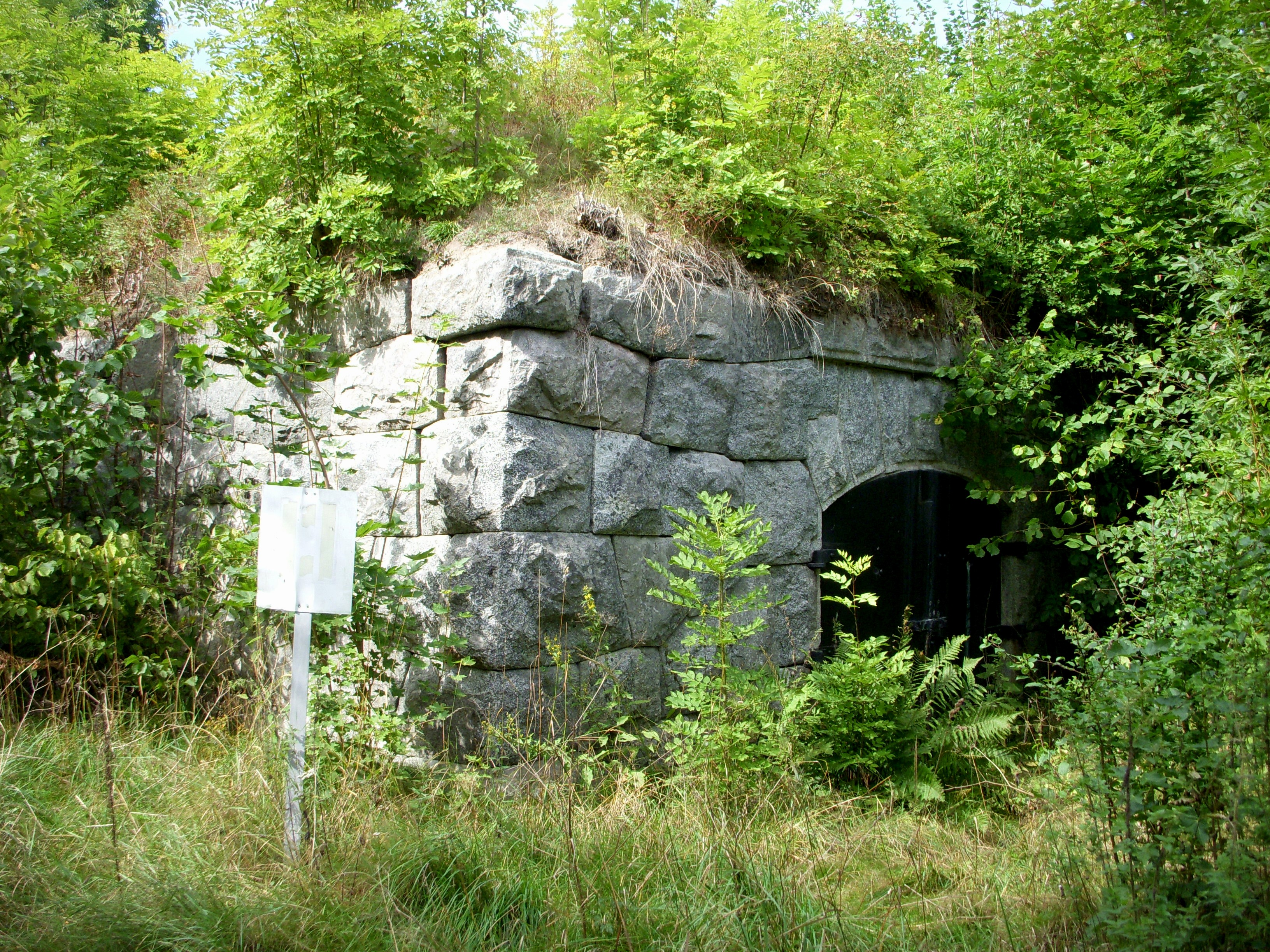
17:e batteriet vid Pålsundet, 2011.

Pålsundsbatteriet, även kallad 17:e batteriet, ligger på Bogesundslandet i Vaxholms kommun, intill sydvästra landfästet av Pålsundsbron. De kvarvarande anläggningarna ingick i en serie försvarsverk i den så kallade Vaxholmslinjen. Här vid Pålsundet har det funnits befästningsverk sedan 1500-talet.

## Historiska anläggningar
Vid Pålsundet har det funnits försvarsbefästningar allt sedan 1500-talet. För att tvinga sjötrafiken förbi Vaxholms kastell spärrades sundet med pålar. Under 1700-talet lades en spärrande bom tvärs över sundet. Dessutom utfördes försänkningar med vrak. År 1713 anlades ett kanonbatteri på ett grund, där numera vägbanken till Pålsundsbron ligger. Batteriet var bestyckat med fyra kanoner. Därefter genomgick försvarsanläggningen många förändringar. I orostider rustades de upp och i fredstider fick de förfalla. Av de historiska anläggningar syns numera bara övervuxna vallar.

## 17:e batteriet
Vaxholmslinjen sträckte sig från Värmdö i öst över Rindö,  Vaxön, Edholma till Lillskär i väst. Vaxholmslinjen bestod av en serie batteriplatser och minspärrar och skulle försvara farlederna till och från Stockholm mellan Värmdö i öst och Resarö i väst. Här fanns de viktiga sunden vid Oxdjupet och Kodjupet. Linjen var mellan 1914 och 1925 huvudförsvarslinje. Batteriet som byggdes redan på 1870-talet var den 17:e av totalt 17 batterier längs Vaxholmslinjen. Anläggningen bestod av två bunkrar murade i gråsten, båda är bevarade.
Batteriet var bestyckat med  4 st 10 cm framladdningskanon m/1863.